# Seznam měst v Karlovarském kraji
V Karlovarském kraji je 38 měst. V roce 2006 byl status města obnoven obcím Bochov a Boží Dar, v roce 2007 obcím Abertamy, Horní Blatná, Hroznětín, Chyše, Krásno, Oloví, Přebuz, v roce 2012 obci Krásné Údolí.
| Město             | Obyvatel (k 1. 1. 2024) | Rozloha (v km²) | Okres        | Znak |
| ----------------- | ----------------------- | --------------- | ------------ | ---- |
| Abertamy          | 848                     | 8,70            | Karlovy Vary |      |
| Aš                | 12 783                  | 55,86           | Cheb         |      |
| Bečov nad Teplou  | 919                     | 19,81           | Karlovy Vary |      |
| Bochov            | 1 897                   | 95,65           | Karlovy Vary |      |
| Boží Dar          | 263                     | 37,97           | Karlovy Vary |      |
| Březová           | 2 604                   | 59,59           | Sokolov      |      |
| Františkovy Lázně | 5 707                   | 25,74           | Cheb         |      |
| Habartov          | 4 783                   | 21,16           | Sokolov      |      |
| Horní Blatná      | 382                     | 5,62            | Karlovy Vary |      |
| Horní Slavkov     | 5 438                   | 36,81           | Sokolov      |      |
| Hranice           | 2 101                   | 31,80           | Cheb         |      |
| Hroznětín         | 2 107                   | 23,78           | Karlovy Vary |      |
| Cheb              | 32 825                  | 96,37           | Cheb         |      |
| Chodov            | 12 649                  | 14,25           | Sokolov      |      |
| Chyše             | 591                     | 28,62           | Karlovy Vary |      |
| Jáchymov          | 2 361                   | 51,11           | Karlovy Vary |      |
| Karlovy Vary      | 49 353                  | 59,10           | Karlovy Vary |      |
| Kraslice          | 6 573                   | 81,35           | Sokolov      |      |
| Krásné Údolí      | 390                     | 9,16            | Karlovy Vary |      |
| Krásno            | 701                     | 25,35           | Sokolov      |      |
| Kynšperk nad Ohří | 4 496                   | 23,31           | Sokolov      |      |
| Lázně Kynžvart    | 1 440                   | 32,58           | Cheb         |      |
| Loket             | 3 071                   | 26,74           | Sokolov      |      |
| Luby              | 2 299                   | 30,71           | Cheb         |      |
| Mariánské Lázně   | 14 225                  | 51,81           | Cheb         |      |
| Nejdek            | 7 785                   | 52,31           | Karlovy Vary |      |
| Nová Role         | 4 244                   | 13,53           | Karlovy Vary |      |
| Nové Sedlo        | 2 557                   | 16,98           | Sokolov      |      |
| Oloví             | 1 641                   | 19,04           | Sokolov      |      |
| Ostrov            | 15 825                  | 50,42           | Karlovy Vary |      |
| Plesná            | 1 909                   | 19,26           | Cheb         |      |
| Přebuz            | 76                      | 29,78           | Sokolov      |      |
| Rotava            | 2 798                   | 12,02           | Sokolov      |      |
| Skalná            | 1 906                   | 23,44           | Cheb         |      |
| Sokolov           | 22 155                  | 22,90           | Sokolov      |      |
| Teplá             | 2 906                   | 113,23          | Cheb         |      |
| Toužim            | 3 492                   | 98,53           | Karlovy Vary |      |
| Žlutice           | 2 202                   | 53,03           | Karlovy Vary |      |